# Ischnothele longicauda
Espèce
Ischnothele longicauda est une espèce d'araignées mygalomorphes de la famille des Ischnothelidae.

## Distribution
Cette espèce est endémique des Antilles. Elle se rencontre à Cuba et aux Bahamas.

## Description
La carapace de la femelle lectotype mesure 6,55 mm de long sur 5,74 mm.

## Publication originale
- Franganillo, 1930 : Arácnidos de Cuba: Mas arácnidos nuevos de la Isla de Cuba. Memorias del Instituto Nacional de Investigaciones Científicas, vol. 1, p. 47-99.